# (33352) 1998 XF95
1998 XF95 (asteroide 33352) é um asteroide da cintura principal. Possui uma excentricidade de 0.15222230 e uma inclinação de 6.32558º.
Este asteroide foi descoberto no dia 15 de dezembro de 1998 por LINEAR em Socorro.